# Werner Großmann
Werner Arno Großmann (* 9. März 1929 in Oberebenheit; † 28. Januar 2022 in Berlin) war ein deutscher Generaloberst und von 1986 bis 1990 Leiter der Hauptverwaltung A (HVA) und stellvertretender Minister für Staatssicherheit der Deutschen Demokratischen Republik (DDR).

## Leben
Großmann wurde als Sohn des Zimmermanns Arno und der Küchenhelferin Martha geboren. Von 1935 bis 1940 besuchte er die Volksschule in Ebenheit und anschließend bis März 1945 die Oberschule für Jungen in Pirna, ohne einen Abschluss zu erlangen. Von März bis April war er in einem Wehrertüchtigungslager und diente bis Kriegsende beim Volkssturm in Pirna. Vom Juni bis Oktober 1945 war er Landhelfer, besuchte dann bis Jahresende erneut die Oberschule und begann im Januar 1946 eine Berufsausbildung zum Maurer. Am 1. März 1946 trat er der KPD/SED bei. Die Lehre brach er ohne Abschlussprüfung im September 1947 ab. 1947 verstarb auch sein Vater. Vom September 1947 bis Juli 1949 besuchte er eine Vorstudienanstalt und legte dort das Abitur ab. Im Anschluss studierte er ohne Abschluss bis August 1951 vier Semester an der Pädagogischen Fakultät der Technischen Hochschule in Dresden. Zugleich war er Fakultätsgruppenleiter der Freien Deutschen Jugend (FDJ) bzw. in der FDJ-Hochschulgruppenleitung und war dann bis Ende März 1952 hauptamtlicher FDJ-Sekretär an der Hochschule.
Am 10. Juni 1950 heiratete er seine Frau Brigitte, geborene A. Aus der Ehe ging eine ältere Tochter und zwei jüngere Söhne hervor. Beide Söhne dienten später ebenfalls im MfS.
Am 1. April 1952 trat Großmann in das Ministerium für Staatssicherheit (MfS) ein. Bis Ende August 1953 besuchte er als Kursant die Schule des MfS in Berlin und wurde am 1. September 1953 Sachbearbeiter in der damaligen Hauptabteilung I, wechselte am 1. Januar 1954 zur Hauptabteilung II und dort am 1. Januar 1955 als Oberleutnant zum Referatsleiter ernannt. Neben Horst Jädicke war Großmann einer von zwei stellvertretenden Leitern der Hauptabteilung II. Am 16. Mai 1955 erhielt er einen Verweis wegen Verletzung der Konspiration. Ab 1. Juli 1956 war er stellvertretender Abteilungsleiter IV der HVA, unterbrochen durch eine Abordnung zur Abteilung II vom 15. Oktober 1958 bis 28. Januar 1959. Im Februar 1960 wurde er zum Major befördert und am 15. Juni 1962 zum Leiter der Abteilung IV ernannt, die er bereits kommissarisch ab dem 19. Februar 1962 geführt hatte. Er blieb bis zum 31. März 1966 in der Abteilung IV.

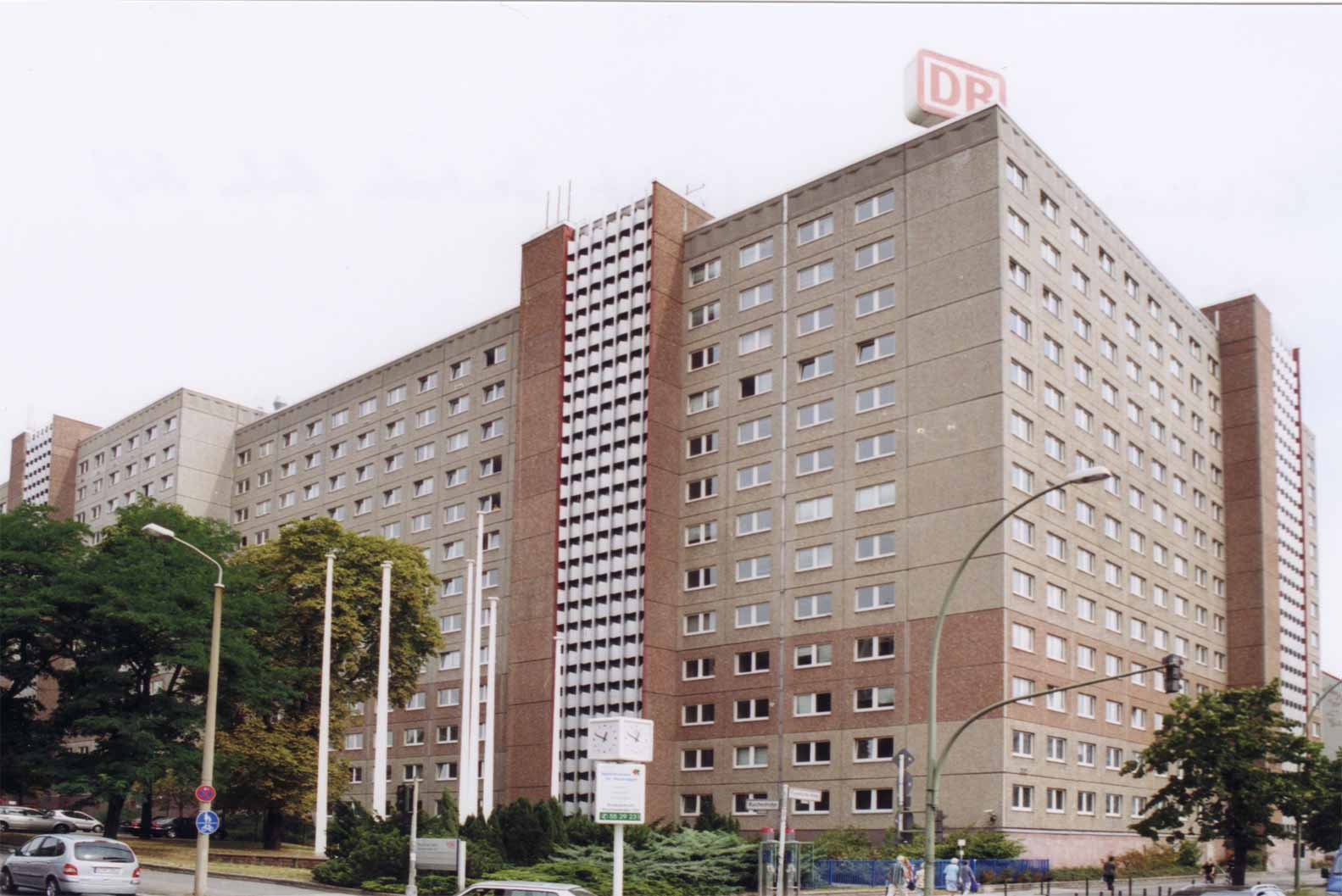
Der letzte Hauptsitz der HV A im „Haus 15“ der Zentrale des Ministeriums für Staatssicherheit in Berlin-Lichtenberg

Vom 1. April 1966 bis Ende Juli 1967 besuchte Großmann die Parteihochschule der KPdSU in Moskau. Am 1. September 1967 wurde er kommissarisch mit der Leitung der Abteilung I der HVA beauftragt. Vom 1. April 1969 bis Oktober 1971 absolvierte er als Externer ein Fernstudium an der Juristischen Hochschule des MfS in Potsdam-Golm. Am 22. März 1972 erlangte er den Abschluss Diplom-Jurist. Im November 1975 wurde er stellvertretender Leiter der HVA und Anfang 1976 Mitglied der Leitung der Parteiorganisation der HVA. Am 15. November 1986 wurde er als Generalleutnant Nachfolger des langjährigen Leiters der Hauptverwaltung A Markus Wolf und zugleich stellvertretender Minister für Staatssicherheit. Im Dezember 1986 wurde er zudem Mitglied der Kreisleitung der SED. Am 7. Oktober 1989 wurde er zum Generaloberst befördert. Seine Leitungsfunktion endete nach Ablauf des 31. März 1990 mit seiner Entlassung.
Großmann, der noch bei der Präsentation seiner Memoiren im Jahre 2001 bestritt, dass die HVA auch innerhalb der DDR mit Hilfe von IM „Aufklärungsarbeit“ betrieben hatte, gab Ende 1988 selbst Anweisung, geeignete IM auf dem Territorium der DDR in die Bespitzelung oppositioneller Kräfte und Gruppierungen einzubeziehen.
Es waren Großmann und dessen Mitarbeiter, die während der friedlichen Revolution in der DDR die „Arbeitsgruppe Sicherheit des Zentralen Runden Tisches“ dazu bewegen konnten, der fast drei Monate anhaltenden Vernichtung der Aktenbestände der HVA zuzustimmen.
Am 3. Oktober 1990 wurde Großmann festgenommen, kam für einen Tag in Untersuchungshaft und wurde wegen geheimdienstlicher Agententätigkeit und Landesverrat angeklagt. Nach dem Beschluss des 2. Senats des Bundesverfassungsgerichtes vom 15. Mai 1995 zur strafrechtlichen Relevanz der nachrichtendienstlichen Tätigkeit ehemaliger Angehöriger der HVA nahm der Generalbundesanwalt beim Bundesgerichtshof die Anklage zurück und stellte das Verfahren ein.
Mehrmals trat Großmann bei Veranstaltungen der Partei Die Linke auf.
Großmann starb am 28. Januar 2022 wenige Wochen vor Vollendung seines 93. Lebensjahres in Berlin. Er lebte zuletzt in einem Seniorenheim in Berlin-Hohenschönhausen.

## Auszeichnungen
Großmann erhielt unter anderem folgende Auszeichnungen:
- Kampforden „Für Verdienste um Volk und Vaterland“ in Gold (1979)
- Vaterländischer Verdienstorden in Gold (1980)
- Medaille der Waffenbrüderschaft in Gold (1986)
- Orden der Oktoberrevolution (28. September 1989)

## Publikationen
- Bonn im Blick. Die DDR-Aufklärung aus der Sicht ihres letzten Chefs. Das Neue Berlin, Berlin 2001/2007, ISBN 978-3-360-01905-9.
- mit Wolfgang Schwanitz: Fragen an das MfS. Auskünfte über eine deutsche Behörde. Edition Ost, Berlin 2010, ISBN 978-3-360-01813-7.
- mit Peter Böhm: Der Überzeugungstäter. Edition Ost, Berlin 2017, ISBN 978-3-360-01880-9.